# Нищенко, Алексей Сергеевич
Алексей Сергеевич Нищенко — гвардии рядовой Вооружённых Сил Российской Федерации, участник антитеррористических операций в период Второй чеченской войны, погиб при исполнении служебных обязанностей во время боя 6-й роты 104-го гвардейского воздушно-десантного полка у высоты 776 в Шатойском районе Чечни.

## Биография
Алексей Сергеевич Нищенко родился 2 июня 1981 года в посёлке Бежаницы Бежаницкого района Псковской области. Окончил школу в родном посёлке. 9 июня 1999 года был призван на службу в Вооружённые Силы Российской Федерации Бежаницким районным военным комиссариатом Псковской области. Получил военную специальность стрелка, после чего был направлен для дальнейшего прохождения службы в 6-ю роту 104-го гвардейского воздушно-десантного полка в качестве старшего стрелка.
С началом Второй чеченской войны в составе своего подразделения гвардии рядовой Алексей Нищенко был направлен в Чеченскую Республику. Принимал активное участие в боевых операциях. С конца февраля 2000 года его рота дислоцировалась в районе населённого пункта Улус-Керт Шатойского района Чечни, на высоте под кодовым обозначение 776, расположенной около Аргунского ущелья. 29 февраля — 1 марта 2000 года десантники приняли здесь бой против многократно превосходящих сил сепаратистов — против всего 90 военнослужащих федеральных войск, по разным оценкам, действовало от 700 до 2500 боевиков, прорывавшихся из окружения после битвы за райцентр — город Шатой. Вместе со всеми своими товарищами он отражал ожесточённые атаки боевиков Хаттаба и Шамиля Басаева, не дав им прорвать занимаемые ротой рубежи. В том бою гвардии рядовой Алексей Сергеевич Нищенко погиб с оружием в руках. Погибли также ещё 83 его сослуживца.
Похоронен на кладбище в деревне Борок Бежаницкого района Псковской области.
Указом Президента Российской Федерации гвардии рядовой Алексей Сергеевич Нищенко посмертно был удостоен ордена Мужества.

## Память
- В честь Нищенко названа школа в Бежаницах, которую он оканчивал[2].
- Мемориальная доска в память о Нищенко установлена на доме № 3 по улице Дружбы в Бежаницах, где он жил до призыва в армию.
- Бюст Нищенко установлен в Сквере десантников в Бежаницах[5].